# Neuaufnahmen in das UNESCO-Kultur- und -Naturerbe 2024
Im Jahr 2024 fanden die im Folgenden aufgeführten Neuaufnahmen in das UNESCO-Kultur- und -Naturerbe statt.

## Welterbestätten
Auf der 46. Sitzung des Welterbekomitees vom 21. bis zum 31. Juli 2024 in Neu-Delhi wurden 24 Stätten in das Welterbe aufgenommen, darunter 19 Kulturstätten, vier Naturstätten und eine gemischte Stätte.
Es wurden folgende Stätten in das Welterbe aufgenommen.
| Vertragsstaat(en)       | Bezeichnung                                                                                             | Typ | Ref. | Beschreibung |
| ----------------------- | --- | --- | ---- | --- |
| Äthiopien               | Melka Kunture und Balchit: Archäologische und paläontologische Stätten im Hochland von Äthiopien (Lage) | K   | 13   | Die im oberen Awash-Tal in Äthiopien gelegene Serienstätte ist eine Ansammlung prähistorischer Stätten, die archäologische und paläontologische Funde – einschließlich Fußabdrücke – bewahren, die die Besiedlung des Gebiets durch Homininengruppen vor zwei Millionen Jahren belegen. |
| Bosnien und Herzegowina | Vjetrenica-Höhle, Ravno (Lage)                                                                          | N   | 1673 | |
| Brasilien               | Nationalpark Lençóis Maranhenses (Lage)                                                                 | N   | 1611 | Die riesige Fläche sowohl Stabiler- als auch Wanderdünen, die größte in Südamerika, ist ein bemerkenswertes Zeugnis für die Entwicklung der Küstendünen während des Quartärs. |
| Burkina Faso            | Königlicher Hof von Tiébélé (Lage)                                                                      | K   | 1713 | |
| Deutschland             | Residenzensemble Schwerin (Lage)                                                                        | K   | 1705 | |
| Frankreich              | Te Henua Enata – Die Marquesas-Inseln (Lage)                                                            | K/N | 1707 | |
| Indien                  | Moidams – Grabhügelsystem der Ahom-Dynastie (Lage)                                                      | K   | 1711 | Neunzig Maidams – aus Ziegeln, Stein oder Erde errichtete Hohlgewölbe – unterschiedlicher Größe befinden sich auf dem Gelände, der königlichen Nekropole der Tai-Ahom. Sie enthalten die sterblichen Überreste von Königen und anderen königlichen Personen sowie Grabbeigaben wie Lebensmittel, Pferde und Elefanten und manchmal auch Königinnen und Dienerinnen. Durch die Einbettung in die natürliche Topografie von Hügeln, Wäldern und Wasser bilden diese eine heilige Geografie. |
| Iran                    | Hegmataneh (Lage)                                                                                       | K   | 1716 | |
| Italien                 | Via Appia. Regina Viarum (Lage)                                                                         | K   | 1708 | |
| Japan                   | Goldbergwerke der Insel Sado (Lage)                                                                     | K   | 1698 | |
| Jordanien               | Umm Al-Jimāl (Lage)                                                                                     | K   | 1721 | Die im Norden Jordaniens liegende Stätte, die sich um das 5. Jahrhundert n. Chr. organisch an der Stelle einer früheren römischen Siedlung entwickelte und bis zum Ende des 8. Jahrhunderts n. Chr. bestand. Jh. n. Chr., zeichnet sich durch gut erhaltene Basaltstrukturen aus der byzantinischen und frühislamischen Zeit aus. Die Stätte repräsentiert den lokalen Architekturstil der Hauran-Region und gilt als die besterhaltene Stätte der südlichen Hauran-Region. |
| Kenia                   | Ruinenstadt und archäologische Stätte von Gedi (Lage)                                                   | K   | 1720 | |
| Malaysia                | Das archäologische Erbe des Höhlenkomplexes im Niah-Nationalpark (Lage)                                 | K   | 1014 | |
| Palästina               | Hilarionkloster / Tell Umm Amer (Lage)                                                                  | K   | 1749 | Die Ruinen des Klosters des Heiligen Hilarion/Tell Umm Amer sind eine der frühesten Klosteranlagen im Nahen Osten und gehen auf das 4. Jahrhundert zurück. In dem Kloster entstand die erste monastische Gemeinschaft im Heiligen Land und legte den Grundstein für die Verbreitung monastischer Praktiken in der Region. Durch die strategisch günstige Lage, an der Kreuzung der wichtigsten Handels- und Kommunikationswege zwischen Asien und Afrika, diente das Kloster als Knotenpunkt des religiösen, kulturellen und wirtschaftlichen Austauschs und war ein Beispiel für die Blütezeit der klösterlichen Wüstenzentren während der byzantinischen Zeit. |
| Rumänien                | Grenzen des Römischen Reiches – Dakien (Lage)                                                           | K   | 1718 | |
| Rumänien                | Skulpturenensemble von Constantin Brâncuși in Târgu Jiu (Lage)                                          | K   | 1473 | |
| Russland                | Kulturlandschaft Kenosero-See (Lage)                                                                    |     | 1688 | |
| Saudi-Arabien           | Die Kulturlandschaft der archäologischen Stätte Al-Faw (Lage)                                           | K   | 1712 | |
| Südafrika               | Die Entstehung des modernen Menschen: Die pleistozäne Besiedlung Südafrikas (Lage)                      | K   | 1723 | Die aus drei verstreuten archäologischen Stätten, dem Diepkloof Rock Shelter, dem Pinnacle Point Site Complex und der Sibudu-Höhle, bestehenden Stätten tragen zum Verständnis des Ursprungs des verhaltensmäßig modernen Menschen, seiner kognitiven Fähigkeiten und Kulturen sowie der klimatischen Übergänge, die er überlebte, bei. |
| Südafrika               | Menschenrechte, Befreiung und Versöhnung: Stätten des Vermächtnisses von Nelson Mandela (Lage)          | K   | 1676 | |
| Thailand                | Phu Phrabat: Zeugnis der Sima-Stein-Tradition der Dvaravati-Zeit (Lage)                                 | K   | 1507 | |
| Vereinigtes Königreich  | Flow Country (Lage)                                                                                     | N   | 1722 | |
| Volksrepublik China     | Badain-Jaran-Wüste – Sanddünen und Seen (Lage)                                                          | N   | 1638 | Das Gebiet zeichnet sich durch eine hohe Dichte an Megadünen aus, die von Zwischendünenseen durchzogen sind. So findet man hier unter anderem die weltweit höchste stabilisierte Sand-Megadüne (relatives Relief von 460 m), die höchste Konzentration von Zwischendünenseen und die größte Ausdehnung sogenannter singender Sande und durch Wind erodierte Landformen. Die abwechslungsreiche Landschaft führt auch zu einem hohen Maß an Lebensraumvielfalt und damit an biologischer Vielfalt. |
| Volksrepublik China     | Pekings Zentralachse: Ein Gebäudeensemble, das die Ordnung der chinesischen Hauptstadt zeigt (Lage)     | K   | 1714 | |

Bei folgenden Welterbestätten wurden signifikante Änderungen ihrer Grenzen beschlossen:
| Vertragsstaat(en)                                                                | Bezeichnung                                                                                  | Typ | Ref. | Beschreibung |
| -------------------------------------------------------------------------------- | -------------------------------------------------------------------------------------------- | --- | ---- | ------------ |
| transnational: Dänemark, Deutschland, Vereinigte Staaten, Vereinigtes Königreich | Siedlungen der Herrnhuter Brüdergemeine (Lage)                                               | K   | 1468 |              |
| Volksrepublik China                                                              | Zugvogelschutzgebiete entlang der Küste des Gelben Meeres – Golf von Bohai (Phase II) (Lage) | N   | 1606 |              |